# 1985年电影

## 第二十二屆金馬獎
- 最佳劇情片——《我這樣過了一生》（中影公司）
- 最佳導演——張毅《我這樣過了一生》
- 最佳男主角——周潤發《等待黎明》
- 最佳女主角——楊惠姍《我這樣過了一生》